# Iraia Iparraguirre Argandoña
Iraia Iparraguirre Argandoña (Lasarte-Oria, Guipúzcoa,  España, 9 de julio de 1995), es una futbolista española que juega como defensa en Real Sociedad de Fútbol en la Liga Iberdrola.

## Biografía
Cursó sus estudios de masajista en San Sebastián. Además del fútbol, practica la escalada y frontón.

## Trayectoria

### Inicios
Desde pequeña le ha gustado jugar al fútbol. Comenzó a dar sus primeras patadas al balón junto a su hermano y sus compañeros de clase en el recreo, donde era la única chica.
Comenzó su trayectoria deportiva en el club Ostadar SKT en la categoría de cadete donde permaneció una temporada, hasta que fichó por el primer equipo del Añorga KKE en 2011. En el Añorga KKE, jugó durante 4 temporadas en la segunda de división hasta que fichó por la Real Sociedad.

### Real Sociedad
En 2015 dio el salto a la primera división donde juega como defensa central. Se caracteriza por su buen golpeo de balón. Tras dos temporadas en este club, la Real Sociedad le ofreció la renovación.

## Clubes
| Club          | País   | Año         |
| ------------- | ------ | ----------- |
| Añorga KKE    | España | 2011 - 2015 |
| Real Sociedad | España | 2015 - Act. |

## Palmarés
| Título           | Club          | País   | Año       |
| ---------------- | ------------- | ------ | --------- |
| Copa de la Reina | Real Sociedad | España | 2018-2019 |